# Cson Duhvan
Cson Duhvan (hangul: 전두환, handzsa: 全斗煥, RR: Chun Doo-hwan; Necshon (Naecheon), 1931. január 18. – Szöul, 2021. november 23.) koreai tábornok, 1980. szeptember 1. és 1988. február 25. között a Koreai Köztársaság elnöke.

## Élete
Cson (Chun) földművelő családba született. 1951-ben végezte el a műszaki szakiskolát Teguban (Daegu-ban), ezután beiratkozott a Koreai Katonai Akadémiára. Tanulmányait 1955-ben fejezte be, mint gyalogsági tiszt. 1958-ban feleségül vette I Szundzsát (Lee Soon-ja-t), I Gjudong (Lee Kyoo-dong) dandártábornok leányát.

## A hadseregben
Bár a koreai háború egyetlen ütközetében sem vett részt, a vietnámi háborúban egy koreai hadosztály parancsnoka lett Dél-Vietnámban. Gyorsan emelkedett a ranglétrán. Miután Pak Csong Hi (Park Chung-hee) 1962-ben magához ragadta a hatalmat, Cson (Chun) lett a junta belügyminisztere, majd 1963-ban a KCIA (Koreai Központi Hírszerző Ügynökség) személyzeti főnöke. Ezt követően különféle hivatali tisztségeket töltött be, és 1978-ban tábornokká léptették elő.

## Politikai pályán
Pak (Park) elnök 1979-es meggyilkolása után Cson (Chun) vezette a gyilkosság körülményeinek kivizsgálását. 1979 decemberében több gyanúsítottat letartóztattak – köztük vetélytársát, Csong Szunghva (Chung Sung-hwa) tábornokot, a hadsereg vezérkari főnökét. Lényegében katonai puccsot hajtott végre a hadsereg egyik frakciójának élén, és Csong (Chung) sok hívét eltávolította a hatalom közeléből. 
Bár az elnök hivatalosan Cshö Gjuha (Choi Kyu-hah) (최규하) volt, a valódi hatalmat Cson (Chun) gyakorolta, és 1980 áprilisában ő lett a KCIA főnöke. A hadsereg májusban a polgári kormányzás utolsó kulisszáitól is megszabadult, és rendkívüli állapotot hirdetett ki. Amikor augusztus 16-án Cshö (Choi) elnök lemondott, helyére ideiglenesen Pak Cshunghun (Park Chung-hoon) került, szeptember 1-jén pedig Cson (Chun) lett az elnök. A rendkívüli állapot még érvényben volt, amikor Cson (Chun) 1980 végén elfogadta az új alkotmányt, amely lehetővé tette, hogy kemény kézzel gyakorolja a hatalmat.

## Nehézségek a kormányzásban
Elnökségét több válság nehezítette:
- 1982-ben a kormányzatot is érintő korrupció miatt kénytelen volt minisztereinek felét leváltani
- 1983-ban egy észak-koreai ügynökök által elkövetett merénylet miatt több magas rangú tanácsadójától és miniszterétől kellett megválnia.

## Gazdasági programja
Cson (Chun) a gazdasági növekedésre és a politikai stabilitás fenntartására törekedett; elnöksége alatt folytatódott Dél-Korea exportorientált gazdasági fejlődése, és az ország gyorsan iparosodott.

## Politikai karrier vége
Az 1980-as alkotmány nem tette lehetővé, hogy Cson (Chun) a hétéves elnökség leteltével továbbra is hivatalban maradjon. 1987-ben ő választotta ki No Theut (Roh Tae-woo-t) (노태우), hogy saját Demokratikus Igazság Pártjának elnökjelöltje legyen. 1988-ban politikai zavargások arra kényszeríttették, hogy bocsánatot kérjen az elnöksége idején elkövetett hatalmi túlkapásokért. Ígéretet tett, hogy személyes vagyonát az államnak ajándékozza, és buddhista kolostorba vonult vissza.
1995 decemberében letartoztatták, mivel idézésre nem jelent meg a bíróság előtt, hogy kihallgassák az 1979-es hatalomátvételének körülményeivel és az 1980-as diáklázadás leverésével kapcsolatban, majd 1996 januárjában megvádolták, hogy hivatali ideje alatt titkos alapot hozott létre. Még ugyanebben az évben a szöuli bíróság halálra ítélte, a vád az 1979-es katonai államcsínyben és egy kvangdzsui (gwangju-i) tüntetés elfojtásában játszott szerepe volt. 1997 végén amnesztiában részesült.